# Centrale nucleare di Tianwan
La centrale nucleare di Tianwan è una centrale nucleare cinese situata presso la città di Lianyungang, nella provincia del Jiangsu. La centrale sarà alla fine composta da 4 reattori VVER1000, 2 CNP1000 e 2 VVER1200.
Dal marzo 2010 la produzione del carburante è stata trasferita in Cina, come parte integrante del contratto per la fornitura del reattore. L'espansione del sito ed il passaggio di consegne per la fornitura del carburante è parte integrante del programma di espansione della AtomStroyExport in Cina.